# Vladimir Basalaev
Vladimir Sergeevič Basalaev (in russo Владимир Сергеевич Басалаев?; Kursk, 12 agosto 1945 – Mosca, 28 marzo 2019) è stato un calciatore sovietico dal 1991 russo, di ruolo difensore.

## Carriera

### Club
Ha giocato nella prima divisione sovietica.

### Nazionale
Nel 1968 ha giocato 2 partite nella nazionale sovietica.

## Statistiche

### Cronologia presenze e reti in nazionale
| Cronologia completa delle presenze e delle reti in nazionale ― Unione Sovietica | Cronologia completa delle presenze e delle reti in nazionale ― Unione Sovietica | Cronologia completa delle presenze e delle reti in nazionale ― Unione Sovietica | Cronologia completa delle presenze e delle reti in nazionale ― Unione Sovietica | Cronologia completa delle presenze e delle reti in nazionale ― Unione Sovietica | Cronologia completa delle presenze e delle reti in nazionale ― Unione Sovietica | Cronologia completa delle presenze e delle reti in nazionale ― Unione Sovietica | Cronologia completa delle presenze e delle reti in nazionale ― Unione Sovietica |
| Data                                                                            | Città                                                                           | In casa                                                                         | Risultato                                                                       | Ospiti                                                                          | Competizione                                                                    | Reti                                                                            | Note                                                                            |
| ------------------------------------------------------------------------------- | ------------------------------------------------------------------------------- | ------------------------------------------------------------------------------- | ------------------------------------------------------------------------------- | ------------------------------------------------------------------------------- | ------------------------------------------------------------------------------- | ------------------------------------------------------------------------------- | ------------------------------------------------------------------------------- |
| 16-6-1968                                                                       | Leningrado                                                                      | Unione Sovietica                                                                | 3 – 1                                                                           | Austria                                                                         | Amichevole                                                                      | -                                                                               | 46’                                                                             |
| 1-8-1968                                                                        | Göteborg                                                                        | Svezia                                                                          | 2 – 2                                                                           | Unione Sovietica                                                                | Amichevole                                                                      | -                                                                               |                                                                                 |
| Totale                                                                          |                                                                                 | Presenze                                                                        | 2                                                                               |                                                                                 | Reti                                                                            | 0                                                                               |                                                                                 |